# 西蒙·埃德
西蒙·埃德（德語：Simon Eder，1983年2月23日—），奥地利男子冬季两项运动员。他曾代表奥地利参加2010年、2014年、2018年和2022年冬季奥林匹克运动会冬季两项比赛，获得一枚银牌和一枚铜牌。